# Sebatik

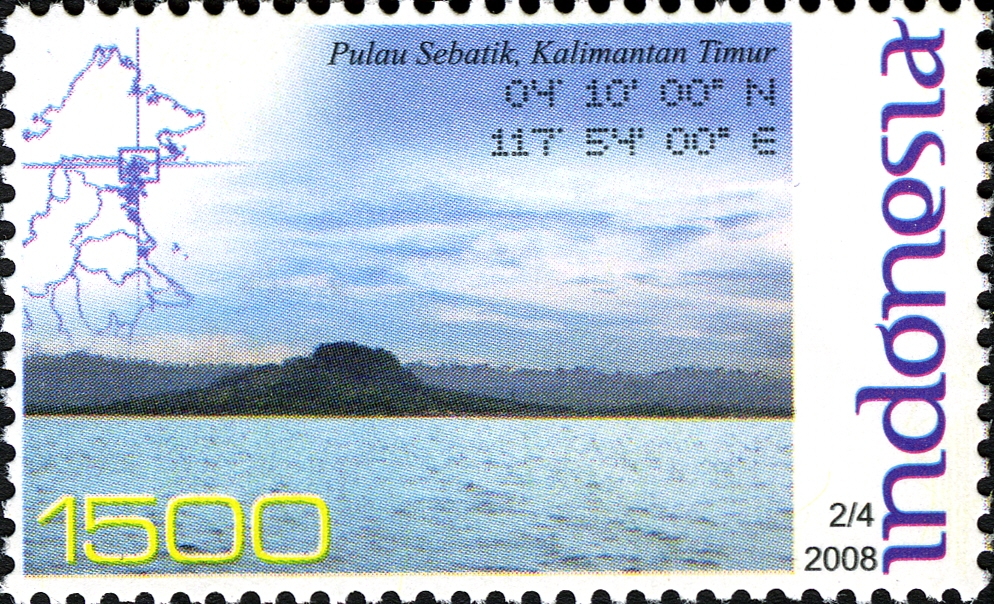
Segell d'Indonèsia de 2008 amb l'illa Sebatik.

Sebatik és una illa de la costa oriental de Borneo, en part dins d'Indonèsia i en part de Malàisia. És una de les 92 illes perifèriques d'Indonèsia catalogades oficialment.
Sebatik té una àrea d'aproximadament 452.2 quilòmetres quadrats. La distància mínima entre l'illa Sebatik i el continent de Borneo és d'aproximadament 1 quilòmetre.
L'illa de Sebatik es troba entre la badia de Tawau (Teluk Tawau) al nord i la badia de Sibuku (Teluk Sibuku) al sud. La ciutat de Tawau es troba a Sabah just al nord. L'illa es divideix a uns 4° 10' al nord per la frontera entre Indonèsia i Malàisia: la part nord pertany a Sabah, Malàisia (Sebatik Malaysia), mentre que la part sud pertany a Kalimantan del Nord (anteriorment Kalimantan Oriental), Indonèsia (Sebatik Indonèsia).
Sebatik Malàisia té una població estimada d'aproximadament 25.000 habitants; hi havia 47.571 persones a Sebatik Indonèsia segons el cens del 2020.
La frontera internacional demarcada entre Malàisia i Indonèsia s'atura a l'extrem oriental de l'illa de Sebatik, de manera que la propietat d'Unarang Rock i la zona marítima situada a l'est de Sebatik no està clara. Aquesta és una de les raons per les quals les aigües de la regió d'Ambalat i els dipòsits de cru a l'est de l'illa de Sebatik han estat el centre d'una disputa marítima activa entre Indonèsia i Malàisia des de març de 2005. L'ambigüitat de la frontera a la vora oriental també va provocar una disputa sobre dues illes properes, Sipadan i Ligitan, totes dues al sud de 4° 10' N però administrades per Malàisia. La disputa territorial va ser resolta pel Tribunal Internacional de Justícia l'any 2002 que va adjudicar les illes a Malàisia.
Tot i que a l'illa hi ha guàrdies fronterers, no hi ha cap oficina d'immigració, ni duana, ni tanca de filferro de pues ni murs que delimitin la frontera. En canvi, l'única prova d'una frontera són les piles de formigó enterrades a cada quilòmetre d'est a oest.
L'illa de Sebatik va ser un dels llocs on es van dur a terme combats intensos entre les tropes d'Indonèsia i les tropes de Malàisia durant l'enfrontament Indonèsia-Malàisia de 1963.
L'empresa North Borneo Timbers va operar una concessió forestal a l'illa fins als anys 80 i els seus empleats majoritàriament expatriats vivien en una comunitat autònoma a la badia de Wallace. Sebatik Malaysia es troba dins de la divisió administrativa de Tawau. A efectes electorals, Sebatik forma part de la circumscripció parlamentària de Kalabakan i el districte de l'assemblea estatal de Sebatik.
Sitangkai Indonesia (en els seus punts més propers) té uns 175 quilòmetres a Sitangkai, Tawi-Tawi, Filipines, el segon punt més proper entre els dos països després de l'illa de Miangas a Cèlebes Septentrional.

## Atraccions
Al poble de Sungai Haji Kuning, hi ha una casa que ha estat dividida per la frontera malàisia-indonèsia.